# 忘れな草をあなたに
「忘れな草をあなたに」（わすれなぐさをあなたに）は、木下龍太郎が作詞し、江口浩司が作曲して、1963年に女声コーラス・グループのヴォーチェ・アンジェリカが最初にシングルをリリースした楽曲。1971年に倍賞千恵子と、菅原洋一によるシングルがそれぞれヒットして、叙情歌として広く知られるようになった。
菅原洋一は、1971年の第22回NHK紅白歌合戦で、この曲を歌った。後には1984年の第35回NHK紅白歌合戦でもこの曲を歌っている。

## 歌詞の異同
初出のヴォーチェ・アンジェリカ版、ヒットした倍賞千恵子版、菅原洋一版をはじめ、多くの歌唱において、歌詞第一連の「言葉に...」に続く部分は「かえて」と歌われているが、1965年にこの曲をリリースした梓みちよなど一部の他の歌い手による歌唱ではこの部分が「そえて」と歌われることがある。